# Oriol Amat
Oriol Amat i Salas (Barcelona, Barcelona, España, 1957) fue rector de la Universidad Pompeu Fabra de Barcelona desde mayo de 2021, hasta marzo de 2023. 
Catedrático de Economía Financiera y Contabilidad de la UPF desde 2001. Autor de diversos libros de contabilidad y finanzas, algunos de los cuales se han traducido a varios idiomas. Desde 2011 a 2015 fue consejero de la Comisión Nacional del Mercado de Valores (CNMV). Ha sido profesor visitante en diferentes universidades y escuelas de negocio europeas, americanas y asiáticas.

## Trayectoria académica
Ha estudiado en la Universidad Autónoma de Barcelona (Doctor en Ciencias Económicas y Licenciado en la misma especialidad), en ESADE (Licenciado en Administración y Dirección de Empresas y MBA) y en la Stockholm School of Economics (International Teachers Programme). Ha hecho estancias en distintos centros de referencia, como la Linkoping University (Suecia), Massey University (Nueva Zelanda), Université de Montpellier (Francia) o la Universidad Diego Portales (Chile). Sus líneas de investigación incluyen el análisis de los factores de éxito de las organizaciones y los aspectos éticos de las finanzas. 
Profesor vinculado a la UPF desde 1992, siempre se ha mostrado interesado por las cuatro dimensiones principales de la vida académica: investigación, transferencia de conocimiento, docencia y gestión.

## Gestión universitaria
Dentro del mundo universitario, ha participado en actividades relacionadas con la administración universitaria. Ha sido decano de la UPF Barcelona School of Management (2018-2021), vicerrector de Economía y Sistemas de la información en la Universidad Pompeu Fabra en el periodo 1997-2001; Director del Departamento de Economía y Empresa (2003-2005) Director del Centro para la Calidad y la Innovación Docente en la Universidad Pompeu Fabra en el periodo 2006-2011. También ha realizado actividades relacionadas con la evaluación de la calidad en docencia e investigación (Agencia Nacional de Evaluación de la Calidad y Acreditación y AQU).

## Otras actividades
Desde los inicios de su trayectoria profesional ha colaborado activamente con instituciones de la sociedad. Es decano del Colegio de Economistas de Cataluña, miembro del consejo asesor de la Cámara de Comercio de Barcelona y de PIMEC; y miembro del grupo de trabajo Cataluña 2022, que diseña la estrategia post Covid. También es miembro del Foro Académico de Finanzas Sostenibles de España. Ha sido fundador y presidente de la Asociación Catalana de Contabilidad y Dirección (2014-2018), diputado en el Parlamento de Cataluña (2015-2017), miembro del Consejo Asesor para la Reactivación y el Crecimiento de Cataluña (2011-2015) y consejero de la Comisión Nacional del Mercado de Valores (2011-2015), entre otros.

## Principales libros publicados
Ha dirigido más de una quincena de tesis y es autor de artículos científicos y más de cuarenta libros, entre los cuales: 

### Management
- La Botella medio llena: Aprender de las crisis y de los que lo hacen mejor (2020)
- Avanzando: Claves para sobrevivir y crecer (2014)

### Finanzas
- Renta Básica Universal: Análisis de una propuesta disruptiva (2019)
- Valoración y compraventa de empresas (2018)
- La Bolsa. Funcionamiento y técnicas para invertir (2010)
- Euforia y pánico: Medidas concretas para afrontar puntos débiles y aprovechar las oportunidades de la crisis (3ª Edición, 2009)

### Contabilidad financiera
- Informe anual de la empresa catalana (2020)
- Detecting accounting fraud before it's too late [Detectar fraudes contables antes de que sea demasiado tarde] (2019)
- Empresas que mienten. Cómo maquillan las cuentas y cómo detectarlo a tiempo (2017)
- Plan General de Contabilidad y PGC PYMES: Un análisis práctico y a fondo (2ª Edición, 2018)

### Contabilidad de gestión
- Contabilidad y gestión de costes (7ª Edición, 2014)
- Manual del controller (2013)

### Análisis de balances
- Análisis de balances: Claves para elaborar un análisis de las cuentas anuales (2008)
- Análisis integral de empresas (2018)

### Otros
- Aprender a enseñar (2009)